# 松山英太郎
松山 英太郎（まつやま えいたろう、1942年7月9日 - 1991年1月11日）は、日本の俳優。本名の表記は同じだが「まつやま ひでたろう」と読む。東京都武蔵野市吉祥寺出身。

## 家族
- 松山省三（祖父、洋画家、カフェー・プランタン経営） - 第8代広島市長、衆議院議員などを務めた渡辺又三郎の三男である[1]。
- 松山英子（祖母）
- 5代目河原崎國太郎（父親、前進座代表・女形俳優）
- 松山政路（弟・俳優）
- 7代目嵐芳三郎（甥・歌舞伎俳優）
- 6代目河原崎國太郎（甥・歌舞伎俳優）
- 松山愛佳（姪・女優）
- 由夏（長女・女優）
- 芦田昌太郎（長男・俳優）

## 人物・来歴
祖母の英子と父の太郎（本名）から1文字ずつ取って英太郎（ひでたろう）と名づけられた。
1947年、5歳で前進座の『弁天小僧』で初舞台を踏む。
中学校を卒業するまでに『ひろしま』など数本の映画に出演する。
1960年、大成高等学校を中退し、俳優座養成所に12期生で（同期には中村敦夫、成田三樹夫、樫山文枝などがいた）入所。1963年に卒業。
1964年、『七人の孫』に出演して一躍人気者となる。
『時間ですよ』『肝っ玉かあさん』など、ホームドラマには欠かせぬ顔として大活躍。
ひょうひょうとした外見ながらも下品さやくどさがなく、上品ささえ感じられた役作り（時代劇・現代劇共通で）ができる俳優だった。
また、1960年代後半の若者向け朝のテレビ番組『ヤング720』(TBS）では初代司会者として、由美かおると組み、2年間担当したことがある。
1977年にプロデューサーに転身を図るが、翌年に俳優に復帰。
TBSの月曜20時からの時代劇枠『ナショナル劇場』では『大岡越前』第2部で初出演して以来、生前最後の放送となった1990年放送の同第11部まで、『水戸黄門』以外のすべての作品にレギュラー出演した。この中には『江戸を斬る』の第7部まで、および『翔んでる!平賀源内』も含まれる。唯一出演がなかったのは後述の通り『大岡越前』第5部だった。
なかでも、『大岡越前』の猿の三次、『江戸を斬る』（西郷輝彦主演の第2～6部）の鼠小僧・次郎吉、第1部の『梓右近隠密帖』の葵小僧など、主人公をサポートする密偵役には定評があり、はまり役であった。『江戸を斬る』第7部でのみ、密偵役は鮎川いずみに譲り、同心役を演じていた。『水戸黄門』にもたびたびゲスト出演しており、同第18部では『大岡越前』で組んでいた森マリアとともに忍び役で出演した。
森繁久彌主演の『おやじのヒゲ』シリーズにも出演しており、森繁とは息の合ったところをみせた。
私生活では芦田伸介の一人娘・亜子との結婚・離婚を経験。芸能関係者を中心に浮名が絶えなかったが、死去するまで独身だった。
1990年9月の東京宝塚劇場の公演中に体調不良を訴え、杏林大学医学部付属病院に入院し、食道がんと診断され闘病生活を送る。入院中の10月に父・河原崎國太郎が亡くなり葬儀には列席できず、入院闘病の告知と欠席のお詫びを伝える録音テープが葬儀場で公開された。翌1991年1月11日16時40分、死去。48歳没。
その突然の死は時代劇ファンや芸能関係者を愁嘆させた。特に親友の竹脇無我はこれがもとでうつ病を患う一因になったとされる。英太郎を息子のようにかわいがっていた森繁は、葬儀場で号泣し、その死を惜しんだ。闘病中の病室でファンに向け録音したテープがマスコミに公開された。
没後まもなく、母・松山重子が『ごめんね、英ちゃん - 食道癌で死んだわが子・松山英太郎追想』（新日本出版社、1991年8月）を出版した。

## エピソード
- 英太郎が「大岡越前」で演じた「猿（ましら）の三次」は、第5部のみ弟の松山政路[3]が演じている。当時、英太郎がプロデューサーへの転身を図り、一時的に引退していたためであった。英太郎の死後に再び政路へ三次役のオファーが来たが、政路は別の仕事と重なっていたことと兄のおかげで仕事が入ったと陰口を言われることが嫌で断ったという[4]。そのため三次は第12部第1話の冒頭で第9部第3話で殺されたふりをしたフィルムを再編集して「殉職」とされた。英太郎の実質的な後任として、「女忍かげろう組」シリーズで英太郎の代役を務めた左とん平が、三次の昔なじみである丁の目の半次として登場し密偵として同シリーズ最終回スペシャルまで活動することになった。なお最終回スペシャルでは息子の芦田昌太郎が岡っ引き・英太役で出演している。
- 俳優座養成所の同期であり「大岡越前」で長年共演した加藤剛は、著書にて英太郎と最後に会ったときの会話がはっきりと思い出せず、それほど心を許す友でありかたわらにいないのが許せない友であると述べている。
- まごころ、江戸を斬る（TBS）やジグザグブルース（ANB）、清水次郎長（フジテレビ）、忠臣蔵（日本テレビ）、みんな玉子焼き（ANB）で共演した西郷輝彦と仲がよく、一時期、同じく親友であった関口宏[5]と西郷と京都でマンションを借りて共同生活をしていた。
- 「大岡越前」や「江戸を斬る」などで共にした逸見稔プロデューサーは、著書において、彼は、ドラマの現場ではまとめ役「仕切り屋英太郎」であり、また教育係として新人俳優の面倒を見ており、新人たちも公私ともに彼を頼りにしていたと述懐している。

## 出演作

### 映画
- ひろしま（1953年、日教組プロ）
- 狂宴（1954年）
- 姉妹（1955年、独立映画）
- 一粒の麦（1958年）
- 喜劇 駅前音頭（1964年、東京映画）
- 明日の夢があふれてる（1964年）
- 悲しき別れの歌（1965年）
- 母の歳月（1965年）
- アンコ椿は恋の花（1965年）
- 喜劇 駅前医院（1965年、東京映画）
- 馬鹿っちょ出船（1965年）
- 喜劇 駅前弁天（1966年、東京映画）
- 喜劇 駅前漫画（1966年、東京映画）
- 喜劇 駅前番頭（1966年、東京映画）
- 私は負けない（1966年）
- 喜劇 駅前競馬（1966年、東京映画）
- 涙の連絡船（1966年）
- 喜劇 駅前満貫（1967年、東京映画）
- 喜劇 駅前探検（1967年、東京映画）
- 喜劇 駅前百年（1967年、東京映画）
- 若社長レインボー作戦（1967年）
- 祇園祭（1968年）
- 喜劇 駅前火山（1968年、東京映画）
- 喜劇 新宿広場（1969年）
- 喜劇 駅前桟橋（1969年、東京映画）
- 幕末（1970年、中村プロダクション）
- トラ・トラ・トラ!（1970年）[6]
- 喜劇 黄綬褒章（1973年）
- 喜劇 百点満点（1976年）
- ピンクレディーの活動大写真（1978年、東宝）

### テレビ番組

#### ドラマ
- 七人の孫（1964年、TBS）
- 光る海（1965年、TBS）
- チャコちゃん（1966年 - 1967年、TBS）
- とし子さん 第9話「偉大な一ページ」（1966年、国際放映 / TBS） - 青池六郎
- 丹下左膳（TBS） - 丹下左膳
- 肝っ玉かあさん（1968年 - 1972年、TBS） - 清田圭司
- われら弁護士（1968年、NTV） - 田口
- こんにちは!そよ風さん（1969年、TBS） - 大野木
- フラワーアクション009ノ1（1969年、CX・東映） - ジャック
  - 第7話「フランシーヌへ愛をこめて」（1969年） -  メラネシア国代表委員・ボーン役※二役
- お嫁さん 第6シリーズ（1969年、松竹 / フジテレビ） - 田川勇
- 時間ですよ（1970年、TBS） - 松野一郎
- 大坂城の女（1970年、KTV） - 多聞吉晴
- 大江戸捜査網
  - 第5話「ねずみ小僧只今参上」（1970年、12ch） - ねずみ小僧次郎吉
  - 第185話「非情の囮作戦」(1975年) - 長吉
- 大岡越前（第2部〜第4部、第6部〜第11部） - 猿の三次役 ※第5部は実弟の松山政路が三次役を演じる
- 恋愛術入門 （TBS）
  - 第1話「手も足もでない恋」（1970年）
  - 第14話「前むけ右むけ左むけ」（1971年） - 直木昌治
- おさな妻（1970年 - 1971年、12ch） - 箱崎二郎
- パパと呼ばないで（1972年 - 1973年、NTV） 第16、36、37話 - チー坊の実父・橋本
- 江戸を斬るシリーズ（TBS・C.A.L）
  - 江戸を斬る 梓右近隠密帳（第1部）（1973年 - 1974年） - 葵小僧新助
  - 江戸を斬るII（第2部）（1975年 - 1976年） - 鼠小僧次郎吉
  - 江戸を斬るIII（第3部）（1977年） - 鼠小僧次郎吉
  - 江戸を斬るIV（第4部）（1979年） - 鼠小僧次郎吉
  - 江戸を斬るV（第5部）（1980年） - 鼠小僧次郎吉
  - 江戸を斬るVI（第6部）（1981年） - 鼠小僧次郎吉
  - 江戸を斬るVII（第7部）（1987年） - 雨森忠助
- 新書太閤記 (1973年、NET) - 前田利家
- あんたがたどこさ（1973年 - 1975年、TBS） - 相沢啓吾
- ナショナルゴールデン劇場
  - だいこんの花（1974年、NET） - 井村健太郎
  - 七色とんがらし （1976年、NET） - 敬二郎
- 水もれ甲介（1974年、NTV） 第19話 - チンピラ・岩村
- 銭形平次（CX）
  - 第441話「万七なみだ酒」（1974年） - 勘太郎
  - 第466話「兄んちゃん」（1975年） - 金太郎
  - 第888話「ああ十手ひとすじ!!八百八十八番大手柄 さらば我らの平次よ永遠に」（1984年） - 居酒屋主人
- 徳川三国志（1975年‐1976年、NET） - 鴉の甚兵衛
- 水戸黄門 (TBS・C.A.L)
  - 第6部
    - 第4話「わしは天下の大泥棒 -八代-」（1975年4月21日） - 英二郎
    - 第24話「うなぎ屋の助太刀 -浜松-」（1975年9月8日） - 与兵衛

  - 第7部 第22話「つけ馬連れた若旦那 -新潟-」（1976年10月18日） - 清太郎
  - 第13部 第7話「うなぎ屋義侠の恩返し -浜松-」（1982年11月29日） - 新助
  - 第14部 第17話「天下無敵の女棋士 -天童-」（1984年2月20日） 芳太郎
  - 第15部 第25話「友を救った男の真実 -小浜-」（1985年7月15日） - 六助
  - 第16部 第30話「銘酒を守った娘の真心‐新庄‐」（1986年11月17日）‐長五郎
  - 第18部 第8話「泥棒夫婦の大予言 -追分-」（1988年10月31日） - 兵六
- 非情のライセンス 第2シリーズ（1976年 - 1977年、NET） - 浮田刑事
- ジグザグブルース（1977年、ANB） - 久野宏
- 熱愛一家・LOVE （1979年、TBS）‐中沢保
- 土曜ワイド劇場「戦後最大の誘拐 吉展ちゃん事件」（1979年、ANB）
- 月曜ワイド劇場「深川通り魔殺人事件」（1983年、ANB）- 寿司チェーン店の営業部長
- 雪姫隠密道中記 第15話「焼蛤剣法の助太刀 -桑名-」（1980年、MBS） - 徳三郎
- なぜか初恋・南風（1980年、TBS） - 国夫
- 玉ねぎむいたら…（1981年、TBS） - 小川大介
- 時代劇スペシャル（フジテレビ）
  - 清水次郎長 勢揃い清水港（1981年・東映） - 追分三五郎
  - 清水次郎長 風雪流れ旅（1982年・同上） - 追分三五郎
  - 清水次郎長 男の涙・石松の最后（1982年・同上） - 追分三五郎
- 俺はご先祖さま（1981年 - 1982年、NTV） - 小島清
- 松平右近事件帳（1982年 - 1983年、NTV） - よろずや清太郎
- 大奥 第45話「花嫁は大奥一年生」・第46話「女盗賊の冒険」（1984年、KTV / 東映） - 将軍徳川家定
- その時、妻は（1984年、TBS）
- 暴れん坊将軍シリーズ（ANB / 東映）
  - 暴れん坊将軍II
    - 第94話「心やさしき仇討選手」（1985年） - 清二郎
    - 第157話「悲しい嘘に惚れた奴!」（1986年） - 五味勘助

  - 暴れん坊将軍III 第91話「地獄を見たかオウムちゃん」（1989年） - 赤松屋
- 日本テレビ年末時代劇シリーズ
  - 忠臣蔵（1985年） - 毛利源左衛門（毛利小平太の兄）
  - 白虎隊（1986年） - 中川宮
  - 田原坂（1987年） - 川村純義
  - 五稜郭（1988年） - 林研海
- 長七郎江戸日記 第1シリーズ「頑張れ!おとう」（1986年）
- 火曜サスペンス劇場「結婚」（1986年、NTV）
- 森繁久彌ドラマシリーズ・おやじのヒゲ（1986年‐1990年、TBS） - 第1話ゲスト:中里太一、レギュラー時:亀吉
- ウルトラマンをつくった男たち 星の林に月の舟（1989年、TBS） - 東宝特技助監督
- 必殺スペシャル・春一番 仕事人、京都へ行く 闇討人の謎の首領!（1989年、ABC） - 姉小路高麿
- 翔んでる!平賀源内（1989年、TBS） - 宗助
- 凛凛と（1990年、NHK）‐大学教授・里見 ※遺作
- 女忍かげろう組<弐>（1990年、NTV） - 黄猿

#### バラエティ・情報
- ヤング720（TBS、1966年） - 初代司会者
- ザ・買物ゲーム（TX、1981年 - 1983年） - 司会者
- 松山英太郎のザ・京都（MBS、1988年）
- ＡＭＡＭサラダ（1988年、京都放送）

### 吹き替え
- コレクター（フレディ・クレッグ（テレンス・スタンプ）） ※NETテレビ版

### ラジオ
- 京都江戸組参上（KBS京都、テレビと同時放送。番組の終了・改編に伴いそのまま上記「AMAMサラダ」へ移行）

### CM
- 鈴木日本堂「トクホン」
- 三井不動産（1990年）

## ディスコグラフィ
- 左膳のブルース/乾雲坤竜のバラード（キングレコード、1967年）
- 幸せを塗済んだのはだれ（キングレコード、1970年）※シングル「101匹わんちゃん大行進」のB面、天地総子とのデュエット。